# Korytarz radwanicki

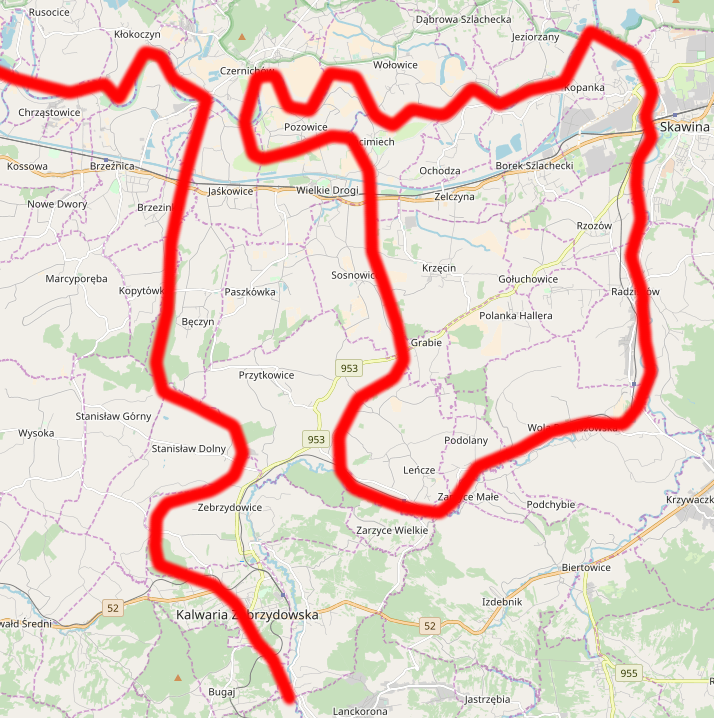
Wschodnie granice księstw oświęcimskiego/zatorskiego (kolor czerwony), korytarz radwanicki pośrodku

Korytarz radwanicki – kraina historyczna w południowej Polsce (we wschodniej części powiatu wadowickiego) na pograniczu Beskidu Makowskiego i Pogórza Wielickiego, między rzeką Skawą a Skawinką (prawe dopływy Wisły). 
- 30 września 1278 r.– dokument Bolesława Wstydliwego, określający granicę między kasztelanią oświęcimską i zatorską a swoim księstwem krakowskim, przekazujący księciu opolskiemu Władysławowi teren położony między Skawą a Skawinką, bez wsi zasiedlonych przez rycerzy Radwanitów, które książę zatrzymał przy ziemi krakowskiej. Radwanici otrzymują od księcia liczne przywileje, pozwalające zakładać dalsze wsie na prawie polskim lub magdeburskim oraz polować na zwierzynę w pobliskich lasach.
- 30 czerwca 1336 r.– potwierdzenie dokumentu przez króla Kazimierza Wielkiego.
- ok. 1470 r.– Jan Długosz w Liber beneficiorum wymienia wszystkich Radwanitów w korytarzu radwanickim, a będących fundatorami miejscowych kościołów.

Do Radwanitów należały wsie tworzące tzw. korytarz radwanicki, leżące na terenie obu księstw:
Bęczyn, Bieńkowice, Brzezinka, Brzeźnica, Jaśkowice, Kopytówka, Marcyporęba, Ochodza, Paszkówka, Pobiedr, Przytkowice, Radocza, Roków, Sosnowice, Stanisław Górny, Trzebol, Wioska, Wysoka, Zebrzydowice (Zebrzydowice i Brody tworzyły jedną gromadę). Założyli oni jeszcze wsie: Dąbrówkę, Gorzeń, Jaszczurową, Ostałówkę, Kozią Porębę, Świnną Porębę, Skawce i Zawadkę,